# الموقف العربي من الحرب الفلسطينية الإسرائيلية 2023
تميز الموقف العربي من الحرب الفلسطينية الإسرائيلية بالمحتشم والضعيف، وإقتصر على الشجب البيانات الفضفاضة بإستثناء جمهورية اليمن التي حظرت السفن التجارية المتجهة إلى إسرائيل ومنها، من المرور عبر باب المندب رغم الهجوم الأمريكي البريطاني لها لإيقافها عن مهاجمة السفن التجارية.

## الموقف اليمني

عملية السيطرة على السفينة غالاكسي ليدر يوم 19 نوفمبر 2024.

- في 15 نوفمبر 2023 هدد قائد حركة أنصار الله عبد الملك الحوثي باستهداف السفن الإسرائيلية في البحر الأحمر ومضيق باب المندب.[2]

جلبت تحركات الحوثيين في البحر الأحمر ردود أفعال عالمية كبيرة إثر احتجاز السفينة غالاكسي ليدر المملوكة لشركة تابعة لرجل الأعمال الإسرائيلي أبراهام رامي أونغار يوم 19 نوفمبر 2023. وقد تعهد الحوثيون بمواصلة الهجمات إلى أن توقف إسرائيل عدوانها على قطاع غزة، وحذروا من أنهم سيهاجمون السفن الحربية الأميركية إذا تعرضت الجماعة نفسها للاستهداف.
في 18 ديسمبر 2023، أعلن وزير الدفاع الأمريكي لويد أوستن، تشكيل قوة مهام بحرية تضم عددًا من الدول، بينها دولة عربية واحدة هي البحرين، بهدف مواجهة الهجمات في البحر الأحمر. وفي العاشر من شهر يناير صوت مجلس الأمن على مشروع قرار أمريكي يدعو إلى وقف "فوري" لهجمات جماعة الحوثي اليمنية على السفن التجارية في البحر الأحمر.

## الموقف اللبناني
شهدت الجبهة اللبنانية تصعيدا عسكريا ملحوظا منذ إندلاع الحرب على غزة، وأعلن حزب الله اللبناني أن التصعيد مرتبط بالعدوان الصهيوني على فلسطين وأنه سيتوقف فور وقف الإحتلال الصهيوني قصفه قطاع غزة.
توقفت العمليات العسكرية أثناء الهدنة بين الفلسطينيين والإسرائيليين، ثم تواصلت بعد إستئناف قصف قوات الإحتلال لقطاع غزة. وأجبر العنف على الحدود الإسرائيلية اللبنانية عشرات الآلاف من السكان على جانبي الحدود على ترك منازلهم. وأدت الهجمات الإسرائيلية في لبنان إلى استشهاد نحو 100 لبناني، منهم 80 من مقاتلي حزب الله. تأتي هذه التحركات في إطار التنسيق مع رئيس حكومة تصريف الأعمال اللبنانية نجيب ميقاتي، الذي وافق على تعويض المتضررين من هجمات قوات الإحتلال على ممتلكات المواطنين.

## الموقف السعودي
أطلقت الخارجية السعودية تصريحات مماثلة لنظيراتها العربية، حيث أكد وزير خارجية المملكة أن الهجمات التي تشنها حركة أنصار الله على السفن التجارية في البحر الأحمر مرتبطة بحرب إسرائيل على قطاع غزة وشدد على الحاجة إلى وقف إطلاق النار في قطاع غزة.
عمليا عملت السعودية على حماية إسرائيل عبر التصدي لصواريخ الحوثيين ومسيراتهم، حيث قالت وكالة بلومبيرغ إن السعودية أسقطت صاروخا فوق أرضيها أطلق من اليمن باتجاه إسرائيل.

## الموقف الخليجي
عملت دول الخليج على إفشال حصار الحوثيين المضروب على باب المندب عبر إفراغ الشحنات الموجهة لإسرائيل في موانئ الإمارات والبحرين. ثم نقلها لإسرائيل برا عبر السعودية والأردن. هكذا تساعد دول الخليج والمملكة العربية السعودية والأردن إسرائيل على اختراق الحصار الحوثي.
ويوفر الجسر البري، الذي حصل على موافقة وزارة الدفاع وحكومة إسرائيل، بديلاً أسرع للمرور عبر قناة السويس، وبديلاً أسرع للطريق الأطول لاستيراد البضائع عن طريق السفن التي تمر عبر قناة السويس.
وتستغرق الرحلة البرية من دبي، على مسافة 2550 كيلومتراً، أربعة أيام، ومن البحرين على مسافة 1700 كيلومتراً، يومين وسبع ساعات.
ويبلغ السعر حوالي 1.2 دولار للكيلومتر الواحد، وهو أغلى قليلاً من الشحن البحري في الأيام العادية، ولكنه أرخص من أسعار الشحن الآن، بالإضافة إلى أن الشحن البري أسرع بكثير، عندما يكون توفير الوقت أمراً بالغ الأهمية عندما يتعلق الأمر باستيراد وتصدير البضائع ذات مدة الصلاحية القصيرة مثل المنتجات الغذائية الطازجة، أو المواد الخام والمنتجات التي تصل بشكل عاجل إلى العملاء.

## باقي الدول
إكتفت باقي الدول العربية بالشجب والتنديد ورفض التهجير. وفي العاشر من يناير 2024، إلتقى في العقبة عبد الفتاح السيسي وعبد الله ومحمود عباس، وإقتصر اللقاء على إطلاع هذا الأخير نظيره بما ورد في لقائه بوزيرة الخارجية الأمريكية أنتونية بلنكن.

## مواضيع ذات صلة
- الدعم الأمريكي لإسرائيل في الحرب الفلسطينية الإسرائيلية (2023)
- الحرب الفلسطينية الإسرائيلية 2023